# Mount Vernon (Washington)
Pour les articles homonymes, voir Mount Vernon (homonymie).
La ville de Mount Vernon est le siège du comté de Skagit, situé dans l'État de Washington, aux États-Unis. Elle doit son nom à l'ancienne résidence de George Washington, Mount Vernon (située dans l'État de Virginie).

## Personnalités liées à la ville
- Lee Zavitz, un spécialiste américain des effets spéciaux au cinéma.

## Transports
- Gare de Mount Vernon (Amtrak) - une gare sur la ligne Atrak, Coast Starlight.